# Zapasy na Letnich Igrzyskach Olimpijskich 1996 – kategoria do 48 kg w stylu wolnym
Zmagania mężczyzn do 48 kg to jedna z dziesięciu męskich konkurencji w zapasach w stylu wolnym rozgrywanych podczas Letnich Igrzysk Olimpijskich 1996. Pojedynki w tej kategorii wagowej odbyły się w dniach 30 – 31 lipca.

## Klasyfikacja[1]
| Pozycja | Nazwisko                    | Kraj               |
| ------- | --------------------------- | ------------------ |
| 1       | Kim Il-ong                  | Korea Północna     |
| 2       | Armen Mykyrtczian           | Armenia            |
| 3       | Alexis Vila                 | Kuba               |
| 4       | Wugar Orudżow               | Rosja              |
| 5       | Jeong Sun-won               | Korea Południowa   |
| 6       | Vitalie Railean             | Mołdawia           |
| 7       | Gheorghe Corduneanu         | Rumunia            |
| 8       | Rob Eiter                   | Stany Zjednoczone  |
| 9       | Isaac Jacob                 | Nigeria            |
| 10      | Wiktor Jefteni              | Ukraina            |
| 11      | Włatko Sokołow              | Macedonia Północna |
| 12      | Luwsan-Iszijn Serglenbaatar | Mongolia           |
| 13      | Nungar Tsikuatseli          | Grecja             |
| 14      | Fariborz Besarati           | Szwecja            |
| 15      | José Manuel Restrepo        | Kolumbia           |
| 16      | Paul Ragusa                 | Kanada             |
| 17      | Mynor Ramírez               | Gwatemala          |
| .       | Władimir Torgowkin          | Kirgistan          |
| .       | Filiberto Fernández         | Meksyk             |

## Zasady[2]
- PP — Na punkty (Pokonany zdobył punkty)
- PO — Na punkty (Pokonany bez punktów)
- PA — Kontuzja
- ST — Przewaga (10 punktów różnicy, pokonany bez punktów)
- SP — Przewaga (10 punktów różnicy, pokonany zdobył punkty)

## Wyniki

### Runda 1
|                     | Wynik |                             | Punkty |
| 1/16                | 1/16  | 1/16                        | 1/16   |
| ------------------- | ----- | --------------------------- | ------ |
| Isaac Jacob         | 0–4   | Alexis Vila                 | 0–3 PO |
| Mynor Ramírez       | 0–12  | Rob Eiter                   | 0–4 ST |
| Armen Mykyrtczian   | 10–0  | José Manuel Restrepo        | 4–0 ST |
| Vitalie Railean     | 10–0  | Włatko Sokołow              | 4–0 ST |
| Gheorghe Corduneanu | 2–3   | Nungar Tsikuatseli          | 1–3 PP |
| Kim Il-ong          | 12–2  | Fariborz Besarati           | 4–1 SP |
| Wugar Orudżow       | 4–6   | Wiktor Jefteni              | 1–3 PP |
| Paul Ragusa         | 1–7   | Luwsan-Iszijn Serglenbaatar | 1–3 PP |
| Władimir Torgowkin  | 0–11  | Jeong Sun-won               | 0–4 ST |
| Filiberto Fernández |       | Bez walki                   |        |

### Runda 2
|                             | Wynik |                    | Punkty |
| 1/8                         | 1/8   | 1/8                | 1/8    |
| --------------------------- | ----- | ------------------ | ------ |
| Filiberto Fernández         | 0–11  | Alexis Vila        | 0–4 ST |
| Rob Eiter                   | 2–9   | Armen Mykyrtczian  | 1–3 PP |
| Vitalie Railean             | 10–1  | Nungar Tsikuatseli | 3–1 PP |
| Kim Il-ong                  | 3–0   | Wiktor Jefteni     | 3–0 PO |
| Luwsan-Iszijn Serglenbaatar | 1–3   | Jeong Sun-won      | 1–3 PP |
| Repasaże                    |       |                    |        |
| Isaac Jacob                 | 3–0   | Mynor Ramírez      | 3–0 PO |
| José Manuel Restrepo        | 4–15  | Włatko Sokołow     | 1–4 SP |
| Gheorghe Corduneanu         | 6–3   | Fariborz Besarati  | 3–1 PP |
| Wugar Orudżow               | 12–0  | Paul Ragusa        | 4–0 ST |
| Władimir Torgowkin          |       | Bez walki          |        |

### Runda 3
|                    | Wynik |                             | Punkty |
| 1/4                | 1/4   | 1/4                         | 1/4    |
| ------------------ | ----- | --------------------------- | ------ |
| Alexis Vila        | 2–4   | Armen Mykyrtczian           | 1–3 PP |
| Vitalie Railean    |       | Bez walki                   |        |
| Kim Il-ong         |       | Bez walki                   |        |
| Jeong Sun-won      |       | Bez walki                   |        |
| Repasaże           |       |                             |        |
| Władimir Torgowkin | WO    | Isaac Jacob                 | 0–4 PA |
| Włatko Sokołow     | 3–7   | Gheorghe Corduneanu         | 1–3 PP |
| Wugar Orudżow      | 10–0  | Filiberto Fernández         | 4–0 ST |
| Rob Eiter          | 11–2  | Nungar Tsikuatseli          | 3–1 PP |
| Wiktor Jefteni     | 5–1   | Luwsan-Iszijn Serglenbaatar | 3–1 PP |

### Runda 4
|                   | Wynik    |                     | Punkty   |
| Półfinał          | Półfinał | Półfinał            | Półfinał |
| ----------------- | -------- | ------------------- | -------- |
| Armen Mykyrtczian | 7–2      | Vitalie Railean     | 3–1 PP   |
| Kim Il-ong        | 3–1      | Jeong Sun-won       | 3–1 PP   |
| Repasaże          |          |                     |          |
| Isaac Jacob       | 6–7      | Gheorghe Corduneanu | 1–3 PP   |
| Wugar Orudżow     | 10–4     | Rob Eiter           | 3–1 PP   |
| Wiktor Jefteni    | 0–8      | Alexis Vila         | 0–3 PO   |

### Runda 5
|                     | Wynik    |               | Punkty   |
| Repasaże            | Repasaże | Repasaże      | Repasaże |
| ------------------- | -------- | ------------- | -------- |
| Gheorghe Corduneanu | 0–10     | Wugar Orudżow | 0–4 ST   |
| Alexis Vila         |          | Bez walki     |          |

### Runda 6
|                 | Wynik    |               | Punkty   |
| Repasaże        | Repasaże | Repasaże      | Repasaże |
| --------------- | -------- | ------------- | -------- |
| Vitalie Railean | 0–10     | Alexis Vila   | 0–4 ST   |
| Wugar Orudżow   | 5–1      | Jeong Sun-won | 3–1 PP   |

### Finały[12]
|                     | Wynik            |                  | Punkty           |
| O siódme miejsce    | O siódme miejsce | O siódme miejsce | O siódme miejsce |
| ------------------- | ---------------- | ---------------- | ---------------- |
| Gheorghe Corduneanu | 3–1              | Rob Eiter        | 3–1 PP           |
| O piąte miejsce     |                  |                  |                  |
| Vitalie Railean     | 0–4              | Jeong Sun-won    | 0–3 PO           |
| O brązowy medal     |                  |                  |                  |
| Alexis Vila         | 5–2              | Wugar Orudżow    | 3–1 PP           |
| Finał               |                  |                  |                  |
| Armen Mykyrtczian   | 4–5              | Kim Il-ong       | 1–3 PP           |